# Ahlden (Aller)
Ahlden (Aller) è un comune mercato di 1.505 abitanti della Bassa Sassonia, in Germania.
Appartiene al circondario della Landa ed è parte della Samtgemeinde Ahlden.
Il territorio comunale è bagnato dal fiume Aller e comprende la frazione di Eilte.